# Kariobenahalli, Hiriyur
Kariobenahalli là một làng thuộc tehsil Hiriyur, huyện Chitradurga, bang Karnataka, Ấn Độ.